# Rémi Prosper Moretti
Prosper Rémi Moretti (* 1966 in Kandi, Benin) ist ein beninischer Techniker und Politiker, der seit 2019 die Haute Autorité de l’Audiovisuel et de la Communication (HAAC) leitet.

## Leben und Werdegang
Moretti wurde 1966 in Kandi geboren, der Hauptstadt de Départements Alibori. Er absolvierte die Grundschule in Parakou und die weiterführende Schule wieder in Kandi, wo er am Lyzeum Mathieu Bouké sein Abitur absolvierte. Anschließend studierte er an der Université nationale du Bénin, später umbenannt in Université d’Abomey-Calavi. Er erwarb dort einen Diplomabschluss in Telekommunikation und setzte seine akademische Ausbildung im algerischen Oran fort, was er mit einem weiteren Abschluss als Techniker abschloss. Dieses auf Informations- und Signalverarbeitung spezialisierte Profil brachte ihm eine Stelle bei dem nicht mehr im Land aktiven Mobilfunknetzbetreiber Bell Benin Communication ein, wo er für das Borgou-Alibori-Netzwerk verantwortlich war.
Er wurde nacheinander zum Ratsmitglied, zum Leiter des Arrondissements Kandi III und zum zweiten stellvertretenden Bürgermeister im Gemeinderat von Kandi gewählt. Dort wurde er von Staatsoberhaupt Patrice Talon wahrgenommen und 2018 als externe Persönlichkeit zum Mitglied des Obersten Rates der Magistratur (französisch conseil supérieur de la magistrature) berufen.
Am 17. Juli 2019 wurde Moretti von Staatsoberhaupt Patrice Talon nach Rücksprache mit dem Präsidenten der Nationalversammlung als Nachfolger von Adam Boni Tessi zum Präsidenten der Regulierungsbehörde HAAC ernannt. Wie im Rahmen einer ersten Bilanz nach 100 Tagen mitgeteilt wurde, gehört zum Aufgabenprofil auch, sich mit verschiedenen Persönlichkeiten aus der diplomatischen Welt und von internationalen Institutionen zu treffen, um der Zusammenarbeit mit den Partnern eine neue Dynamik zu verleihen. Ein Beispiel aus dem Verlauf seiner Amtszeit ist ein Austausch mit Latifa Akharbach, Präsidentin des Netzwerks der afrikanischen Kommunikationsregulierungsbehörden (Réseau des instances africaines de régulation de la communication, RIARC).